# Двадцать восьмое правительство Израиля
Двадцать восьмое правительство Израиля (ивр. ממשלת ישראל העשרים ושמונה‎) было сформировано лидером блока «Единый Израиль» Эхудом Бараком 6 июля 1999 года после его победы на выборах премьер-министра в мае 1999. Правительство было коалиционным, помимо блока «Единый Израиль» (альянс партий Авода, Меймад и Гешер) в него вошли партии ШАС, Мерец, Исраэль ба-Алия, Партия центра, МАФДАЛ и Яхадут ха-Тора. Яхадут ха-Тора вышла из коалиции в сентябре 1999 года из-за разногласий по поводу перевозки турбины во время Шаббата.
После начала интифады Аль-Аксы, в которых приняли участие палестинцы и арабы — граждане Израиля, недовольство широких слоев населения Израиля неспособностью правительства Барака положить конец террору и развал правящей  коалиции вынудили Барака объявить в конце ноября 2000 года о досрочных выборах главы правительства. На прошедших 6 февраля 2001 года выборах он «потерпел сокрушительное поражение» от лидера Ликуда Ариэля Шарона. Шарон сформировал двадцать девятое правительство Израиля 7 марта 2001 года.

## Состав правительства
| Должность                               | Имя, фамилия                              | Партийная принадлежность    |
| --------------------------------------- | ----------------------------------------- | --------------------------- |
| Премьер-министр                         | Эхуд Барак                                | Единый Израиль              |
| Заместитель премьер-министра            | Ицхак Мордехай (до 20 мая 2000)           | Партия центра               |
| Заместитель премьер-министра            | Давид Леви (до 4 августа 2000)            | Гешер (партия)              |
| Заместитель премьер-министра            | Биньямин Бен-Элиэзер                      | Единый Израиль              |
| Министр офиса премьер-министра          | Хаим Рамон                                | Единый Израиль              |
| Министр сельского хозяйства             | Хаим Орон (5 августа 1999 — 24 июня 2000) | Мерец                       |
| Министр сельского хозяйства             | Эхуд Барак (с 24 июня 2000)               | Единый Израиль              |
| Министр связи                           | Биньямин Бен-Элиэзер                      | Единый Израиль              |
| Министр обороны                         | Эхуд Барак                                | Единый Израиль              |
| Министр образования, культуры и спорта  | Йоси Сарид (до 24 июня 2000)              | Мерец                       |
| Министр образования, культуры и спорта  | Эхуд Барак (с 24 сентября 2000)           | Единый Израиль              |
| Министр охраны окружающей среды         | Далия Ицик                                | Единый Израиль              |
| Министр финансов                        | Авраам Шохат                              | Единый Израиль              |
| Министр иностранных дел                 | Давид Леви (до 4 августа 2000)            | Единый Израиль              |
| Министр иностранных дел                 | Шломо Бен-Ами (со 2 ноября 2000)          | Единый Израиль              |
| Министр здравоохранения                 | Шломо Бенизри (до 11 июля 2000)           | ШАС                         |
| Министр здравоохранения                 | Рони Мило (с 10 августа 2000)             | Партия центра               |
| Министр строительства                   | Ицхак Леви (до 12 июля 2000)              | МАФДАЛ                      |
| Министр строительства                   | Биньямин Бен-Элиэзер (с 11 октября 2000)  | Единый Израиль              |
| Министр абсорбции                       | Эхуд Барак (до 5 августа 1999)            | Единый Израиль              |
| Министр абсорбции                       | Юли Тамир (с 5 августа 1999)              | Не была депутатом Кнессета1 |
| Министр торговли и промышленности       | Ран Коэн (до 24 июня 2000)                | Мерец                       |
| Министр торговли и промышленности       | Эхуд Барак (с 24 сентября 2000)           | Единый Израиль              |
| Министр внутренних дел                  | Натан Щаранский (до 11 июля 2000)         | Исраэль ба-Алия             |
| Министр внутренних дел                  | Хаим Рамон (с 11 октября 2000)            | Единый Израиль              |
| Министр внутренней безопасности         | Шломо Бен-Ами                             | Единый Израиль              |
| Министр юстиции                         | Йоси Бейлин                               | Единый Израиль              |
| Министр труда и социального обеспечения | Эли Ишай (до 11 июля 2000)                | ШАС                         |
| Министр труда и социального обеспечения | Раанан Коэн (с 10 августа 2000)           | Единый Израиль              |
| Министр национальной инфраструктуры     | Эли Суисса (до 11 июля 2000)              | ШАС                         |
| Министр национальной инфраструктуры     | Абрахам Шохат (с 11 октября 2000)         | Единый Израиль              |
| Министр регионального развития          | Шимон Перес                               | Единый Израиль              |
| Министр по делам религий                | Ицхак Коэн (до 11 июля 2000)              | ШАС                         |
| Министр по делам религий                | Йоси Бейлин (с 11 октября 2000)           | Единый Израиль              |
| Министр науки и технологий2             | Эхуд Барак (до 5 августа 1999)            | Единый Израиль              |
| Министр науки и технологий2             | Матан Вильнаи (с 5 августа 1999)          | Единый Израиль              |
| Министр по делам диаспоры               | Михаэль Мельхиор                          | Единый Израиль              |
| Министр туризма                         | Эхуд Барак (до 5 августа 1999)            | Единый Израиль              |
| Министр туризма                         | Амнон Липкин-Шахак (с 5 августа 1999)     | Партия центра               |
| Министр транспорта                      | Ицхак Мордехай (до 30 мая 2000)           | Единый Израиль              |
| Министр транспорта                      | Амнон Липкин-Шахак (с 11 октября 2000)    | Партия центра               |
| Заместитель министра связи              | Ицхак Вакнин (до 11 июля 2000)            | ШАС                         |
| Заместитель министра обороны            | Эфраим Снэ                                | Единый Израиль              |
| Заместитель министра образования        | Мешулам Нахари (до 11 июля 2000)          | ШАС                         |
| Заместитель министра образования        | Шауль Яхалом (до 12 июля 2000)            | МАФДАЛ                      |
| Заместитель министра финансов           | Ниссим Дахан (до 11 июля 2000)            | ШАС                         |
| Заместитель министра иностранных дел    | Ноаф Масальха                             | Единый Израиль              |
| Заместитель министра абсорбции          | Марина Солодкина (до 11 июля 2000)        | Исраэль ба-Алия             |
| Заместитель министра по делам религий   | Игаль Биби (до 12 июля 2000)              | МАФДАЛ                      |

1Хотя Тамир не была депутатом Кнессета в тот момент, впоследствии она была избрана в Кнессет по списку Авода
2Когда Вильнаи оставил пост, министерство было переименовано в Министерство науки, культуры и спорта.